# Вулиця Княгині Ольги (Львів)
Вулиця Княгині Ольги — вулиця у Франківському районі міста Львова, у місцевостях Вулька та Кульпарків. Сполучає вулиці Сахарова та Трускавецьку, утворюючи повноцінні перехрестя з магістральними вулицями Володимира Великого та Науковою. Прилучаються вулиці Романківа, Куликівська, Котка, Академіка Ярослава Ісаєвича, Аркаса, Кобилиці, Музики, Бойчука.

## Історія та назва
Найдавніша відома назва — Вулецька дорога зустрічається вже у 1864 році та починалася від Вулецького корзо, а закінчувалася біля залізничної колії на межі з Кульпарковим. 
Роман Могитич у своєму дослідженні «Передмістя самоврядного Львова у 1-й половині XVII століття» описує терени (міські лани), що згодом увійшли до складу дільниці Новий Світ:
Микульчинські або Пелчинські три лани з Сокільницькою вулицею (дорогою) перед ними (сучасні вул. Коперніка, Сахарова та Княгині Ольги) належали українським родинам Микулки та Андрія Пелки і були викуплені Радою міста у 1540 році. На цьому лані розташовувалися  міські цегельні та млини: Пелчинський та Шумило. У верхів'ях землеволодіння починалися витоки Полтви, звідки з двох найпотужніших джерел до міста провадив водогін Мелюзина… Лан простягався до межі міста з селом Кульпарковом»
Від 1933 року мала назву Івашкевича — на честь дивізійного генерала Війська Польського Вацлава Івашкевича. 1943 року, за часів німецької окупації перейменована на честь Ріхарда Вагнера. У липні 1944 року повернуто довоєнну назву, а у грудні того ж року перейменовано на честь радянського військового діяча часів війни 1917—1921 років Василя Боженка. Сучасна назва на честь княгині Ольги походить із 1991 року.
Територію, яку тепер займає середня загальноосвітня школа № 31 (вул. Княгині Ольги 104), належала до маєтку дідичів приміського села Кульпарків. Тут у середині XIX століття був маєток графа Станіслава Доліва-Стажинського. Після своєї смерті граф заповів цей маєток лютеранській громаді Львова. Деякі будівлі фільварку та залишки парку існували ще у 1940-х роках.
При перетині сучасних вулиць Княгині Ольги та Сахарова у 1930-х роках був стадіон, що належав товариству «Луг» — «Луговий город». Після того, як у 1938 році польська влада відібрала «для цілей оборони краю» стадіон «Сокола-Батька», що знаходився на вул. Стрийській, то «Луговий город» став найважливішою українською спортивною ареною Львова. Тут, зокрема, товариством «Рідна школа» проводилися щорічні велелюдні Свята української молоді.

## Забудова
У забудові вулиці Княгині Ольги переважає конструктивізм 1930—2020-х років, а також сучасна забудова. У верхній та нижній частині вулиці переважно дев'яти-десятиповерхові житлові будинки 1990—2020-х років, у середній частині — малоповерхова садибна забудова. 

### З непарного боку вулиці
№ 1, 3 — комплекс споруд Львівського фахового коледжу спорту, розташований на ділянці при роздоріжжі вулиць Сахарова та Княгині Ольги. Складається з головного навчального корпусу (№ 1), санної естакади та тренувального поля зі штучним покриттям, гуртожитку для учнів (№ 3). Головний корпус навчального закладу споруджений наприкінці 1950-х років для школи-інтернату спортивного профілю. 1971 року тут відкрилася Львівська загальноосвітня школа-інтернат спортивного профілю. У середині 1970-х років у верхній частині території училища споруджено чотириповерховий студентський гуртожиток навчального закладу. 1990 року Львівська загальноосвітня школа-інтернат спортивного профілю реорганізована у Львівське державне училище фізичної культури. 2006 року спорудили тренувальну санну естакаду завдовжки зі штучним нарощуванням льоду, а 2008 року біля гуртожитку облаштували футбольне поле зі штучним покриттям. Залишається недобудованим тільки спортивний зал у верхній частині території комплексу. 20 лютого 2020 року найменування закладу змінене на комунальний заклад Львівської обласної ради «Львівський фаховий коледж спорту».
№ 1а — храм Святого великомученика Пантелеймона, дерев'яний, збудований в гуцульському стилі. Його будівництво тривало понад рік, а для побудови використане дерево, яке було привезене з Ворохти. Чин освячення храму відбулося 25 лютого 2007 року провів Блаженніший митрополит Львівський Макарій. Храм Святого великомученика Пантелеймона належить до Львівської єпархії ПЦУ, а його настоятелем є о. Василь Гнатів. 2008 року встановлено та освячено пам'ятний знак-хрест на честь 1-ї річниці від дня освячення храму та з нагоди 1020-ліття хрещення України-Руси. 
№ 3а — колишній кінний манеж, споруджений 1895 року за проєктом архітектора Вінцента Равського-молодшого разом із комплексом кавалерійських казарм при тогочасній вулиці Вулецькій. Кінний манеж призначався для об'їжджування коней військової частини спочатку 11-го кінного артилерійського дивізіону австрійського війська, згодом — польського, казарми якого були розташовані поряд. Первісну функцію будівля виконувала до  початку другої світової війни. У перші повоєнні роки вона використовувалася як спортивний зал для військовослужбовців Залізної дивізії Радянської армії. Згодом її переобладнали у спеціалізований зал спортивної гімнастики та акробатики, що належав спортивному клубові армії, нині — спеціалізований гімнастичний зал Навчально-спортивної бази літніх видів спорту Міністерства оборони України у місті Львові. 1976 року розширилась внаслідок прибудови до цільного фасаду двоповерхової будівлі. До заднього, південного фасаду, 2011 року прибудована одноповерхова, прямокутна будівля, в якій містяться стоматологічна клініка та аптека. Тепер у гімнастичному залі проводяться турніри із спортивної гімнастики — кубок-меморіал Віктора Чукаріна та від 1997 року — Міжнародний меморіал Євгена Орищина. 
№ 5 — храм Стрітення Господнього належить до Львівсько-Сокальської єпархії ПЦУ. Настоятелем храму є ієрей Мар'ян Сеник. 7 червня 2016 року Стрітенський храм оголошено Гарнізонним храмом військового духовенства єпархії. Його статус закріплено відповідним розпорядженням керуючого єпархією. Престольний празник — Стрітення Господнє, яке святкується 15 лютого.
На ділянці за адресою вул. Княгині Ольги 1—5, що розташована поряд з офісом будівельної корпорації «Карпатбуд», у 2018 році будівельна компанія «Львівська Мрія» розпочала підготовчі роботи під зведення однойменного житлового комплексу. Комплекс складатиметься з трьох десятиповерхових будинків. Станом на серпень 2023 року будівельні роботи не проводяться.
№ 5в — триповерхова офісна будівля корпорації «Карпатбуд», збудована 2002 року за проєктом, розробленим групою архітекторів АС «Арніка», зокрема архітекторами Володимиром Следзем, Костянтином Малярчуком та Михайлом Миськом. До того на цьому місці розташовувалася будівля вузла зв'язку військової частини, яка припинила своє існування наприкінці 1990-х років. Навколо неї з часом, виріс новий житловий масив з мішаною забудовою.

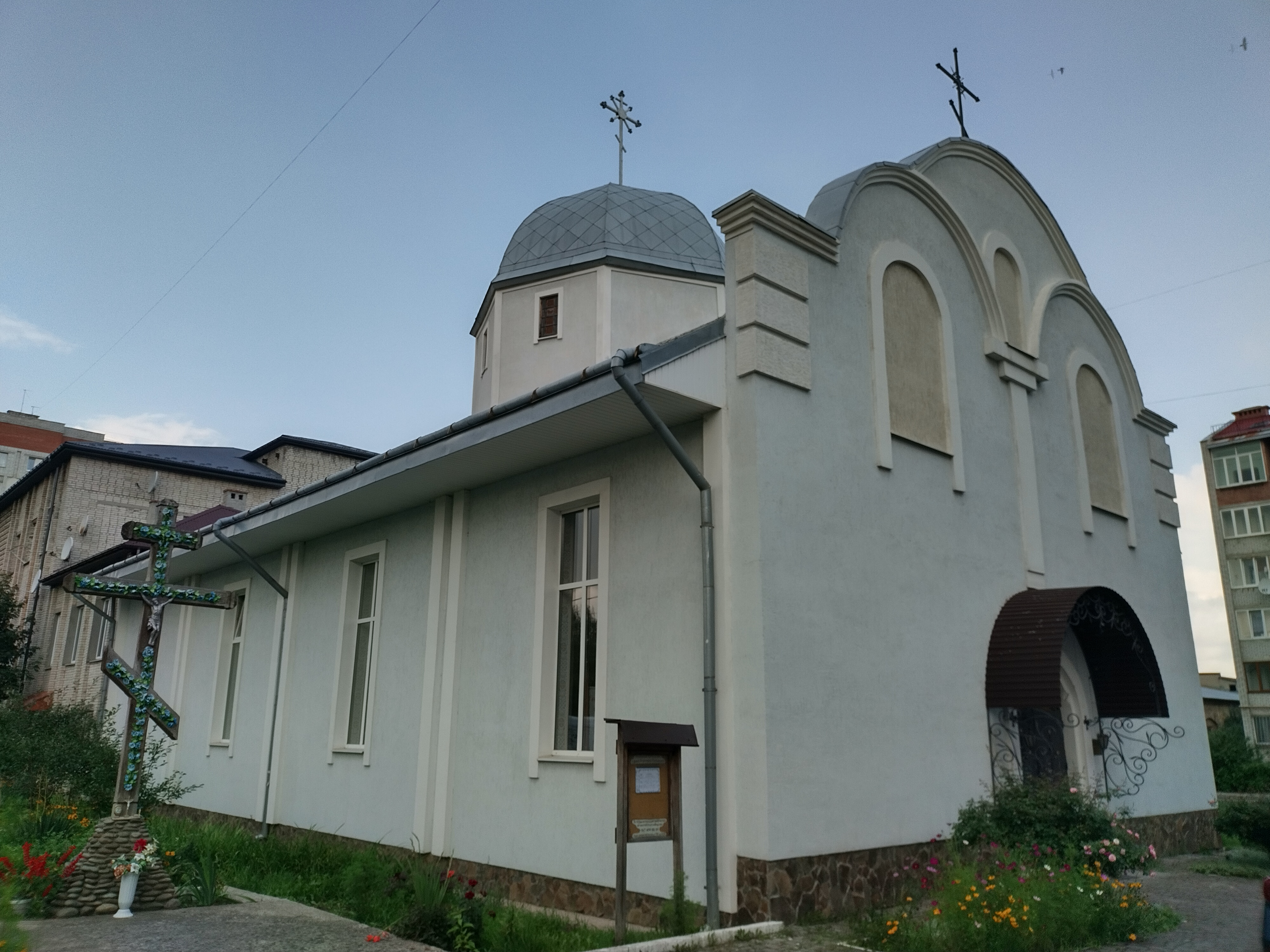
Церква Стрітення Господнього (вул. Княгині Ольги, 5)

№ 5г, 5д, 5є — колишні військові казарми, збудовані 1895 року за проєктом Вінцента Равського-молодшого. Тут свого часу розташовувався 11-й кінний артилерійський дивізіон австрійської армії, створений 1908 року. За радянських часів казарми належали військовому містечку № 1, яке припинило своє існування у 1999—2003 роках. Більшість будівель передано у власність приватним структурам. За часів незалежності колишні військові казарми корпорацією «Карпатбуд» реконструйовані під житлові, а у приміщенні КПП колишньої військової частини до середини 2000-х років містилася аптека, до 2018 року — магазин-салон віконних конструкцій «Нобілекс», віднедавна у цьому приміщенні міститься відділ продажу будівельної компанії «Львівська Мрія».
Низка двоповерхових житлових будинків, які розташовані перед залізничним мостом та збудовані за типовими проєктами Мирона Вендзиловича, Юрія Геліса, Ярослава Новаківського, Івана Персикова, Генріха Швецького-Вінецького. За часів незалежності більшість перебудовано, при чому було втрачено риси стилю функціоналізму, закладені авторами у 1950-х роках.
№ 59а — будівля, в якій міститься львівський дошкільний навчальний заклад ясла-садок № 37.
№ 95 — торговий центр меблів та інтер'єру «Марк».

### З парного боку вулиці
№ 100б — житлові комплекси «Greenville House», «Добра Оселя».
№ 106, 108, 110, 114, 116 — комплекс будівель, початково задуманий як громадський центр південного житлового району, збудований у 1980-х за проєктом архітекторів Зіновія Підлісного, Василя Каменщика, Юлії Верблян та Віталія Петелька. Комплекс включав у себе будівлі універмагу «Львів» (№ 106), АТС-63/64 (№ 108), готель «Супутник» (№ 116), будинок культури ЛАЗу (№ 110, недобудований). Частиною колишнього комплексу є також колишній палац водних видів спорту (№ 114). Тут було влаштовано 50-метровий плавальний та навчальний басейни, а також басейн для стрибків у воду. 2008 року комплекс реконструйовано за проєктом архітектора Ярослава Мастила під аквапарк «Пляж». Під № 106, в окремій будівлі, міститься супермаркет електроніки та побутової техніки «Фокстрот». В універмазі «Львів» у залі № 15 міститься музей цікавої науки та техніки «Еврика».
Поблизу аквапарку «Пляж» планується будівництво нового багатофункціонального торгового комплексу висотою 22 метри з вбудованим підземним паркінгом. Для цього забудовник хоче знести недобудовану будівлю будинку культури Львівського автобусного заводу (№ 110).
№ 120 — супермаркет «Арсен», відкриття якого відбулося 6 жовтня 2005 року, що на той час став найбільшим супермаркетом у Львові. Площа супермаркету сягала 7000 м², а асортимент товарів — більше 27000 найменувань. Наприкінці липня 2021 року супермаркет закритий. У 2021-2022 році будівлю супермаркету демонтовано. Від 2023 року на цьому місці триває будівництво ЖК «Helga» (забудовник Вікінг Девелопмент), що буде складатися з восьми житлових будинків та одного бізнес-центру. Станом на березень 2025 року два будинки збудовано, введені в експлуатацію, два будинки — тривають підготовчі роботи та п'ять будинків будується.
№ 122 — будівля Львівського міського центру зайнятості населення.
№ 122а — житловий квартал «Ренуар», споруджений будівельною корпорацією «Ріел» у 2016—2017 роках. В березні 2018 року на території ЖК «Ренуар» відкрилося амбулаторне відділення реабілітаційного центру «Можу», що спеціалізується на допомозі людям побороти алкогольну залежність.

## Пам'ятні знаки, меморіальні та пропам'ятні таблиці
- 29 листопада 2013 року, у Львові урочисто відкрито пам’ятну таблицю, присвячену видатному футболісту львівських «Карпат», срібному призеру чемпіонату Європи 1972 року, гравцеві національної та олімпійської збірних СРСР Едвардові Козинкевичу, встановлену на фасаді будинку на вул. Княгині Ольги 16, де він мешкав у 1972—1994 роках[44].
- 2008 року перед храмом Святого великомученика Пантелеймона (вул. Княгині Ольги, 1а) встановлено та освячено пам'ятний знак-хрест надпис на якому сповіщає, що встановлено його на честь 1-ї річниці від дня відкриття храму та з нагоди 1020-ліття хрещення України-Руси.

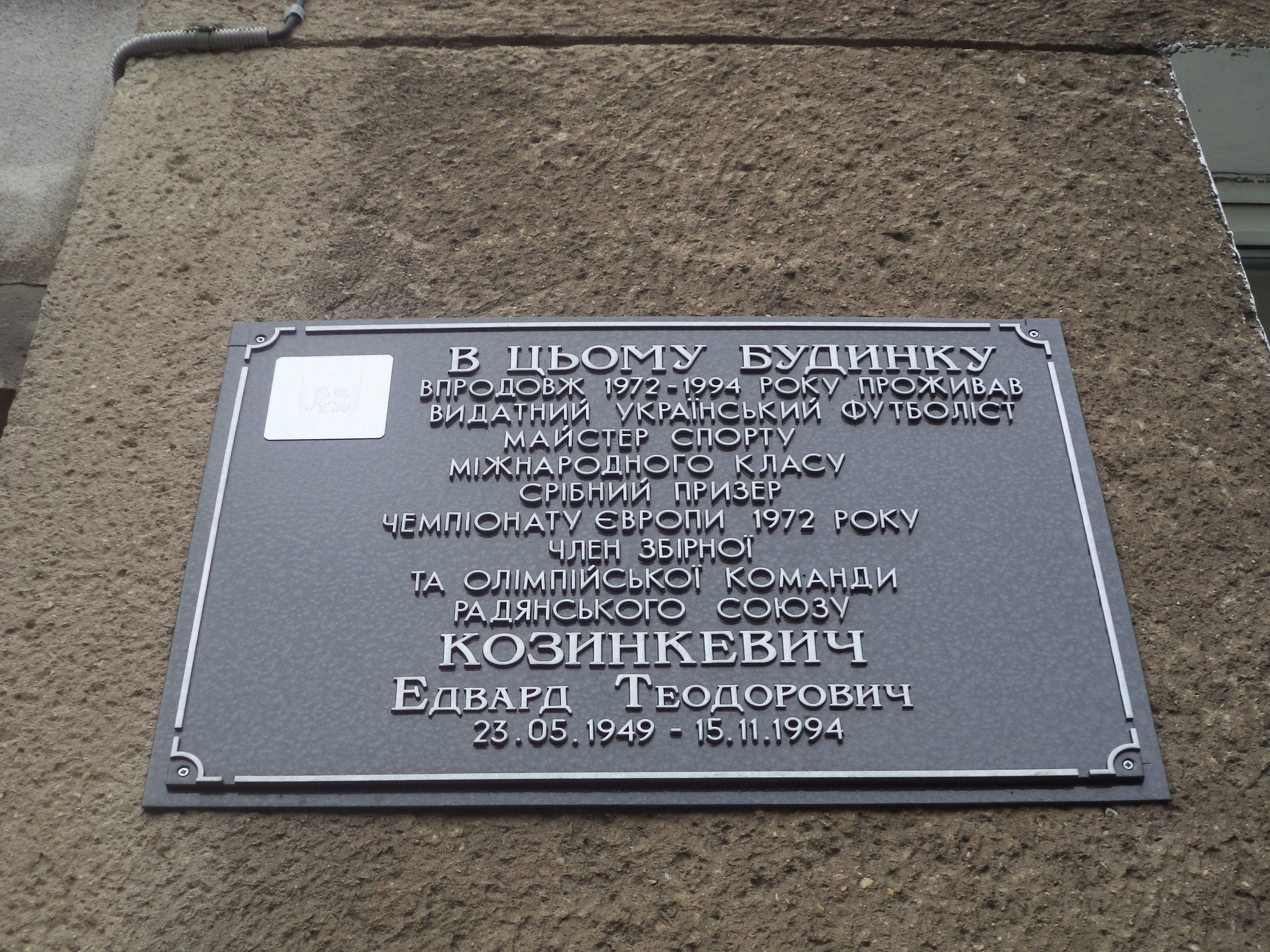
Пам'ятна таблиця на честь видатного футболіста львівських «Карпат» Е. Козинкевича
Пам'ятний знак-хрест на честь 1-ї річниці від дня відкриття храму та 1020-ліття хрещення України-Руси

## Транспорт
Вулиця відіграє значну роль у транспортному сполученні між центром Львова та його південною частиною. У 1988 році вулицею було прокладено швидкісну трамвайну колію, якою відтоді курсували трамвайні маршрути № 3 та № 5, проте до сьогодні залишився лише маршрут під № 3. Спочатку планувалося, що трамвайна колія буде продовжена до району автовокзалу на вулиці Стрийській, для цього розпочали будівництво трамвайного мосту через перехрестя вулиць Княгині Ольги та Наукової, однак вже у 1990-х роках будівництво заморозили, а недобудований міст відтоді використовується як платний паркінг.
Трамвайний маршрут № 8, який нині сполучає найбільший житловий масив міста — Сихів та центральну частину Львова планують подовжити до вулиці Княгині Ольги.
Відповідно до нової транспортної схеми, яка була запроваджена у Львові у 2012 році, має добре транспортне сполучення, передусім автобусне, а саме тут курсують маршрутні таксі № 21, 38, 41, 51. Крім того, 14 лютого 2017 року, відновив роботу автобусний маршрут № 9, сполученням «вул. Максимовича — с. Муроване», маршрут якого пролягає вулицею Княгині Ольги.

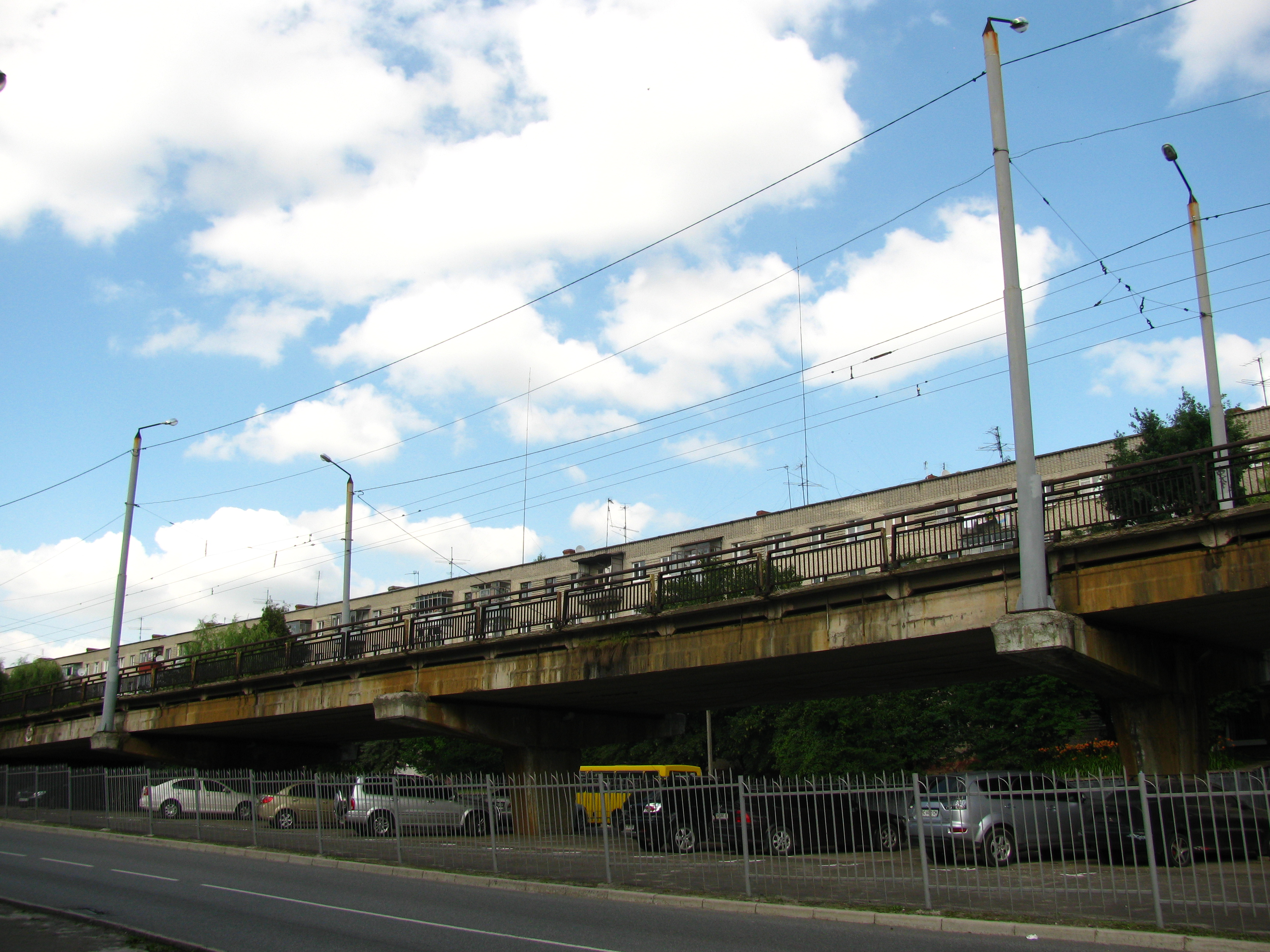
Трамвайний шляхопровід на вул. Княгині Ольги